# Prva Liga 2021
La Prva Liga 2021 (detta anche "Sport Klub Prva Liga Srbije 2021" per ragioni di sponsorizzazione) è la 17ª edizione del campionato di football americano di primo livello, organizzato dalla SAAF.

## Squadre partecipanti
| Club                   | Città      | Stadio | Sponsor ufficiale | Risultato nella stagione 2020 |
| ---------------------- | ---------- | ------ | ----------------- | ----------------------------- |
| Belgrade Blue Dragons  | Belgrado   |        |                   |                               |
| Beograd Vukovi         | Belgrado   |        |                   |                               |
| Banat Bulls            | Pančevo    |        |                   |                               |
| Jagodina Black Hornets | Jagodina   |        |                   |                               |
| Kragujevac Wild Boars  | Kragujevac |        | Supernova         |                               |
| Novi Sad Wild Dogs     | Novi Sad   |        |                   |                               |
| Požarevac Pastuvi      | Požarevac  |        |                   |                               |

## Stagione regolare

### Calendario

#### 1ª giornata
| Jagodina 18 aprile 2021, ore 14:00 | Jagodina Black Hornets | 12 – 21 (0-6 0-0 6-6 6-9) referto                                                                             | Novi Sad Wild Dogs | FK Trnava |
| Srećković Q3 ( TD ) 80yd run Pavlović Q4 ( TD ) 20yd pass from Srećković Marcatori Turčinović Q1 ( TD ) 22yd run Ikić Q3 ( TD ) kickoff return Vasilić Q4 ( FG ) 10yd Ikić Q4 ( TD ) 6yd pass from Đokić |                        | |                    |           |
| |                        | |                    |           |
| Srećković Q3 (TD) 80yd run Pavlović Q4 (TD) 20yd pass from Srećković | Marcatori              | Turčinović Q1 (TD) 22yd run Ikić Q3 (TD) kickoff return Vasilić Q4 (FG) 10yd Ikić Q4 (TD) 6yd pass from Đokić |                    |           |

| 18 aprile 2021, ore 14:00 | Požarevac Pastuvi | 2 – 26 | Kragujevac Wild Boars |  |

| 18 aprile 2021, ore 15:00 | Banat Bulls | 13 – 28 | Beograd Vukovi |  |

#### 2ª giornata
| 24 aprile 2021, ore 13:00 | Beograd Vukovi | 49 – 0 | Požarevac Pastuvi |  |

| 24 aprile 2021, ore 15:00 | Belgrade Blue Dragons | 22 – 14 | Jagodina Black Hornets |  |

| 25 aprile 2021, ore 15:00 | Novi Sad Wild Dogs | 0 – 17 | Banat Bulls |  |

#### 3ª giornata
| 8 maggio 2021, ore 14:00 | Kragujevac Wild Boars | 42 – 43 | Beograd Vukovi |  |

| Belgrado 8 maggio 2021, ore 17:00 | Banat Bulls | 38 – 31 (10-7 7-7 13-10 8-7) referto | Belgrade Blue Dragons | Stadion FK Heroj |
| Lawrence Q1 ( TD ) pass from Tasić Vujanov Q1 ( pat ) Vujanov Q1 ( FG ) Lawrence Q2 ( TD ) run Vujanov Q2 ( pat ) Lawrence Q3 ( TD ) run Vujanov Q3 ( pat ) Tasić Q3 ( TD ) run Lawrence Q4 ( TD ) run Tasić Q4 ( tpc ) Marcatori Ouellette Q1 ( TD ) run Radovanović Q1 ( pat ) Pleva Q2 ( TD ) pass from Mitrović Radovanović Q2 ( pat ) Ouellette Q3 ( TD ) run Radovanović Q3 ( pat ) Radovanović Q3 ( FG ) Ouellette Q4 ( TD ) run Radovanović Q4 ( pat ) |             | |                       |                  |
| |             | |                       |                  |
| Lawrence Q1 (TD) pass from Tasić Vujanov Q1 (pat) Vujanov Q1 (FG) Lawrence Q2 (TD) run Vujanov Q2 (pat) Lawrence Q3 (TD) run Vujanov Q3 (pat) Tasić Q3 (TD) run Lawrence Q4 (TD) run Tasić Q4 (tpc) | Marcatori   | Ouellette Q1 (TD) run Radovanović Q1 (pat) Pleva Q2 (TD) pass from Mitrović Radovanović Q2 (pat) Ouellette Q3 (TD) run Radovanović Q3 (pat) Radovanović Q3 (FG) Ouellette Q4 (TD) run Radovanović Q4 (pat) |                       |                  |

| Požarevac 9 maggio 2021, ore 16:30 | Požarevac Pastuvi | 0 – 39 (0-6 0-19 0-6 0-8) referto | Novi Sad Wild Dogs | Gradski Stadion |
| Marcatori Davidović Q1 ( TD ) 22yd pass from Đokić Đokić Q2 ( TD ) run Đokić Q2 ( TD ) run Bjelić Q2 ( pat ) Turčinović Q2 ( TD ) run Turčinović Q3 ( TD ) run Vučković Q4 ( TD ) interception return Vukša Q4 ( tpc ) |                   | |                    |                 |
| |                   | |                    |                 |
| | Marcatori         | Davidović Q1 (TD) 22yd pass from Đokić Q2 (TD) run Đokić Q2 (TD) run Bjelić Q2 (pat) Turčinović Q2 (TD) run Turčinović Q3 (TD) run Vučković Q4 (TD) interception return Vukša Q4 (tpc) |                    |                 |

#### 4ª giornata
| 15 maggio 2021, ore 17:00 | Belgrade Blue Dragons | 42 – 0 | Požarevac Pastuvi |  |

| 16 maggio 2021, ore 17:00 | Jagodina Black Hornets | 22 – 43 | Banat Bulls |  |

#### Recuperi 1
| 23 maggio 2021, ore 16:00 | Novi Sad Wild Dogs | 7 – 64 | Kragujevac Wild Boars |  |

#### 5ª giornata
| 29 maggio 2021, ore 11:00 | Beograd Vukovi | 17 – 0 | Novi Sad Wild Dogs |  |

| 29 maggio 2021, ore 15:00 | Kragujevac Wild Boars | 38 – 34 | Belgrade Blue Dragons |  |

| 30 maggio 2021, ore 17:00 | Požarevac Pastuvi | 14 – 34 | Jagodina Black Hornets |  |

#### 6ª giornata
| 6 giugno 2021, ore 12:00 | Jagodina Black Hornets | 0 – 43 | Kragujevac Wild Boars |  |

| 6 giugno 2021, ore 15:00 | Belgrade Blue Dragons | 7 – 44 | Beograd Vukovi |  |

| 6 giugno 2021, ore 17:00 | Banat Bulls | 48 – 7 | Požarevac Pastuvi |  |

#### Anticipi 1
| 12 giugno 2021, ore 17:30 | Beograd Vukovi | 56 – 0 | Jagodina Black Hornets |  |

#### 7ª giornata
| 20 giugno 2021 | Kragujevac Wild Boars | 34 – 40 | Banat Bulls |  |

| 20 giugno 2021 | Novi Sad Wild Dogs | 36 – 19 | Belgrade Blue Dragons |  |

### Classifica
La classifica della regular season è la seguente:
- PCT = percentuale di vittorie, G = partite giocate, V = partite vinte,  P = partite perse, PF = punti fatti, PS = punti subiti

| Pos. | Squadra                | PCT   | G | V | N | P | PF  | PS  |
| ---- | ---------------------- | ----- | - | - | - | - | --- | --- |
| 1    | Beograd Vukovi         | 1.000 | 6 | 6 | 0 | 0 | 237 | 62  |
| 2    | Banat Bulls            | .833  | 6 | 5 | 0 | 1 | 201 | 122 |
| 3    | Kragujevac Wild Boars  | .667  | 6 | 4 | 0 | 2 | 247 | 126 |
| 4    | Belgrade Blue Dragons  | .500  | 5 | 3 | 0 | 3 | 172 | 153 |
| 5    | Novi Sad Wild Dogs     | .333  | 6 | 2 | 0 | 4 | 86  | 146 |
| 6    | Jagodina Black Hornets | .167  | 6 | 1 | 0 | 5 | 82  | 201 |
| 7    | Požarevac Pastuvi      | .000  | 6 | 0 | 0 | 6 | 23  | 238 |

## Playoff e playout

### Tabellone
|  | Semifinali | Semifinali            | Semifinali |             |    | XVI Serbian Bowl | XVI Serbian Bowl | XVI Serbian Bowl |  |
|  |            |                       |            |             |    |                  |                  |                  |  |
|  | 1          | Beograd Vukovi        | 52         |             |    |                  |                  |                  |  |
|  | 1          | Beograd Vukovi        | 52         |             |    |                  |                  |                  |  |
|  | 4          | Belgrade Blue Dragons | 12         |             |    |                  |                  |                  |  |
|  | 4          | Belgrade Blue Dragons | 12         |             | 1  | Beograd Vukovi   | 24               |                  |  |
|  |            |                       |            |             | 1  | Beograd Vukovi   | 24               |                  |  |
|  |            |                       | 2          | Banat Bulls | 14 |                  |                  |                  |  |
|  | 2          | Banat Bulls           | 2          | Banat Bulls | 14 | 26               |                  |                  |  |
|  | 2          | Banat Bulls           |            |             |    |                  |                  |                  |  |
|  | 3          | Kragujevac Wild Boars | 24         |             |    |                  |                  |                  |  |

### Semifinali
| 27 giugno 2021, ore 17:00 | Banat Bulls | 26 – 24 | Kragujevac Wild Boars |  |

| 27 giugno 2021, ore 17:30 | Beograd Vukovi | 52 – 12 | Belgrade Blue Dragons |  |

### Playout
| 11 luglio 2021, ore 17:30 | Požarevac Pastuvi | 29 – 6 | Kikinda Mammoths |  |

### XVI Serbian Bowl
| 10 luglio 2021, ore 16:30 | Beograd Vukovi | 24 – 14 | Banat Bulls |  |

## Verdetti
- Beograd Vukovi Campioni della Serbia 2021